# Dídimo de Alejandría
Dídimo de Alejandría (en latín, Didymus Chalcenterus; en griego, Δίδυμος χαλκέντερος, esto es, Didymos chalkenteros, «Dídimo tripas de bronce»), h. 63 a. C. - 10 d. C., fue un erudito y gramático griego helenístico. Este sabio alejandrino, de prolífica producción, floreció en la época de Cicerón y Octavio Augusto. Para él, todas las características de la gramática griega podían encontrarse fácilmente en el latín. Siguió el sistema estoico de las clases de palabras, en el que el artículo y los pronombres personales iban en una sola clase gramatical, por lo que no le extrañó la falta de la forma correspondiente al artículo griego en la clasificación que hizo del latín.

## Escuela
Perteneció a la escuela fundada por Aristarco de Samotracia en Alejandría, en la que también enseñó. Apodado Chalkenteros ("Tripas de bronce") y Bibliolathas ("Olvidalibros"), este último por las contradicciones ocasionales debidas a los olvidos de lo que había dicho en obras anteriores.
Su importancia para la historia de la literatura reside principalmente en la compilación que realizó de las obras críticas y exegéticas de eruditos anteriores.
Más que un investigador original, fue un editor de temas misceláneos y un trasmisor de conocimientos que, de no ser por él, se hubieran perdido. Algunos escritores posteriores lo criticaron, por ejemplo, Harpocratión.
Erudito infatigable y de grandes conocimientos, se dice que escribió entre 3.500 y 4.000 obras.

## Obras
1. Realizó un estudio de la recensión que hizo Aristarco del texto homérico, comparando distintas copias y analizando los comentarios y tratados especializados de aquel. Sus conclusiones, Demóstenes, Hipérides y Dinarco.

Gran parte del material más antiguo que aparece entre los escolios sobre Píndaro, Sófocles, Eurípides y Aristófanes proviene en último término de Dídimo.
3. Lexicografía: Léxeis tragikaí y Léxeis kōmikaí ("expresiones trágicas" y "expresiones cómicas"). Ambas colecciones se convirtieron en fuente de gran valor para los escoliastas, por ejemplo, Hesiquio de Alejandría. Sobre expresiones corruptas, Sobre expresiones de significado dudoso, Expresiones metafóricas y Sobre los proverbios, fuente principal de las obras de los paremiógrafos que han llegado a nuestras manos.
4. Gramática: Sobre ortografía, Sobre la analogía entre los romanos y Sobre la flexión.
5. Literatura y antigüedades: Sobre los poetas líricos, Xénē historia (sobre mitos y leyendas), Miscelánea de poemas simposíacos (Symmikta symposiaka), Sobre los axones de Solón, obras sobre la muerte de Eneas, el lugar de nacimiento de Homero, etc., y una polémica contra Cicerón, República, que fue contestada por Suetonio. Aunque esta última quizá perteneciera a su homónimo Claudio Dídimo.